# Abdelmajid Dolmy
Abdelmajid Dolmy (Casablanca, 1953. április 19. – Casablanca, 2017. július 27.) válogatott marokkói labdarúgó, középpályás.
1973 és 1988 között 60 alkalommal szerepelt a marokkói válogatottban és egy gólt szerzett. Részt vett az 1984-es Los Angeles-i olimpián és az 1986-os mexikói világbajnokságon.